# Johan Ernst van Nassau-Siegen (1618-1639)
Graaf Johan Ernst van Nassau-Siegen (Slot Siegen, 8 november 1618Jul. – São Salvador da Bahia de Todos os Santos, Brazilië, 23 november 1639), Duits: Johann Ernst Graf von Nassau-Siegen (officiële titels: Graf zu Nassau, Katzenelnbogen, Vianden und Diez, Herr zu Beilstein), was een graaf uit het Huis Nassau-Siegen, een zijtak van de Ottoonse Linie van het Huis Nassau. Hij was zeeofficier in de West-Indische Compagnie.

## Biografie
Johan Ernst werd geboren op 8 november 1618Jul. op Slot Siegen als de zevende en jongste zoon van graaf Johan VII ‘de Middelste’ van Nassau-Siegen en diens tweede echtgenote, hertogin Margaretha van Sleeswijk-Holstein-Sonderburg. Hij werd op 10 januari 1619Jul. gedoopt in Siegen en werd genoemd naar zijn oudste, een jaar eerder overleden, halfbroer Johan Ernst.
Johan Ernst nam onder prins Frederik Hendrik dienst in het Staatse leger. Hij vergezelde zijn oudste broer Johan Maurits naar Brazilië en diende als zeeofficier op de ‘Alkmaar’. Hij overleed aan de rode loop op 23 november 1639 aan boord van de ‘Alkmaar’ in São Salvador da Bahia de Todos os Santos, en werd op 1 december begraven in de calvinistische kerk in Mauritsstad (Recife in Pernambuco).
Naar hem werd het eerste door de Hollanders in Mauritsstad gebouwde bolwerk Vesting Ernestus genoemd.

## Voorouders
| Voorouders van Johan Ernst van Nassau-Siegen | Voorouders van Johan Ernst van Nassau-Siegen                                                                           | Voorouders van Johan Ernst van Nassau-Siegen                                                                           | Voorouders van Johan Ernst van Nassau-Siegen                                                                           | Voorouders van Johan Ernst van Nassau-Siegen                                                                           | Voorouders van Johan Ernst van Nassau-Siegen                                                                            | Voorouders van Johan Ernst van Nassau-Siegen                                                                            | Voorouders van Johan Ernst van Nassau-Siegen                                                                            | Voorouders van Johan Ernst van Nassau-Siegen                                                                            |
| -------------------------------------------- | --- | --- | --- | --- | --- | --- | --- | --- |
| Betovergrootouders                           | Johan V van Nassau-Siegen (1455–1516) ⚭ 1482 Elisabeth van Hessen-Marburg (1466–1523)                                  | Botho III van Stolberg-Wernigerode (1467–1538) ⚭ 1500 Anna van Eppstein-Königstein (1481–1538)                         | Johan IV van Leuchtenberg (1470–1531) ⚭ 1502 Margaretha van Schwarzburg-Blankenburg (1482–1518)                        | Frederik V ‘de Oudere’ van Brandenburg-Ansbach (1460–1536) ⚭ 1479 Sofia van Polen (1464–1512)                          | Frederik I van Denemarken (1471–1533) ⚭ 1502 Anna van Brandenburg (1487–1514)                                           | Magnus I van Saksen-Lauenburg (?–1543) ⚭ 1509 Catharina van Brunswijk-Wolfenbüttel (?–1563)                             | Filips I van Brunswijk-Grubenhagen (ca. 1476–1551) ⚭ 1517 Catharina van Mansfeld (1501–1535)                            | George I van Pommeren (1493–1531) ⚭ 1513 Amalia van de Palts (1490–1524)                                                |
| Overgrootouders                              | Willem I ‘de Rijke’ van Nassau-Siegen (1487–1559) ⚭ 1531 Juliana van Stolberg-Wernigerode (1506–1580)                  | Willem I ‘de Rijke’ van Nassau-Siegen (1487–1559) ⚭ 1531 Juliana van Stolberg-Wernigerode (1506–1580)                  | George III van Leuchtenberg (1502–1555) ⚭ 1528 Barbara van Brandenburg-Ansbach (1495–1552)                             | George III van Leuchtenberg (1502–1555) ⚭ 1528 Barbara van Brandenburg-Ansbach (1495–1552)                             | Christiaan III van Denemarken (1503–1559) ⚭ 1525 Dorothea van Saksen-Lauenburg (1511–1571)                              | Christiaan III van Denemarken (1503–1559) ⚭ 1525 Dorothea van Saksen-Lauenburg (1511–1571)                              | Ernst V van Brunswijk-Grubenhagen (1518–1567) ⚭ 1547 Margaretha van Pommeren (1518–1569)                                | Ernst V van Brunswijk-Grubenhagen (1518–1567) ⚭ 1547 Margaretha van Pommeren (1518–1569)                                |
| Grootouders                                  | Johan VI ‘de Oude’ van Nassau-Siegen (1536–1606) ⚭ 1559 Elisabeth van Leuchtenberg (1537–1579)                         | Johan VI ‘de Oude’ van Nassau-Siegen (1536–1606) ⚭ 1559 Elisabeth van Leuchtenberg (1537–1579)                         | Johan VI ‘de Oude’ van Nassau-Siegen (1536–1606) ⚭ 1559 Elisabeth van Leuchtenberg (1537–1579)                         | Johan VI ‘de Oude’ van Nassau-Siegen (1536–1606) ⚭ 1559 Elisabeth van Leuchtenberg (1537–1579)                         | Johan ‘de Jongere’ van Sleeswijk-Holstein-Sonderburg (1545–1622) ⚭ 1568 Elisabeth van Brunswijk-Grubenhagen (1550–1586) | Johan ‘de Jongere’ van Sleeswijk-Holstein-Sonderburg (1545–1622) ⚭ 1568 Elisabeth van Brunswijk-Grubenhagen (1550–1586) | Johan ‘de Jongere’ van Sleeswijk-Holstein-Sonderburg (1545–1622) ⚭ 1568 Elisabeth van Brunswijk-Grubenhagen (1550–1586) | Johan ‘de Jongere’ van Sleeswijk-Holstein-Sonderburg (1545–1622) ⚭ 1568 Elisabeth van Brunswijk-Grubenhagen (1550–1586) |
| Ouders                                       | Johan VII ‘de Middelste’ van Nassau-Siegen (1561–1623) ⚭ 1603 Margaretha van Sleeswijk-Holstein-Sonderburg (1583–1658) | Johan VII ‘de Middelste’ van Nassau-Siegen (1561–1623) ⚭ 1603 Margaretha van Sleeswijk-Holstein-Sonderburg (1583–1658) | Johan VII ‘de Middelste’ van Nassau-Siegen (1561–1623) ⚭ 1603 Margaretha van Sleeswijk-Holstein-Sonderburg (1583–1658) | Johan VII ‘de Middelste’ van Nassau-Siegen (1561–1623) ⚭ 1603 Margaretha van Sleeswijk-Holstein-Sonderburg (1583–1658) | Johan VII ‘de Middelste’ van Nassau-Siegen (1561–1623) ⚭ 1603 Margaretha van Sleeswijk-Holstein-Sonderburg (1583–1658)  | Johan VII ‘de Middelste’ van Nassau-Siegen (1561–1623) ⚭ 1603 Margaretha van Sleeswijk-Holstein-Sonderburg (1583–1658)  | Johan VII ‘de Middelste’ van Nassau-Siegen (1561–1623) ⚭ 1603 Margaretha van Sleeswijk-Holstein-Sonderburg (1583–1658)  | Johan VII ‘de Middelste’ van Nassau-Siegen (1561–1623) ⚭ 1603 Margaretha van Sleeswijk-Holstein-Sonderburg (1583–1658)  |